# Renaud Longuèvre
Renaud Longuèvre, né le 6 mai 1971 à Rennes, est un entraîneur d'athlétisme français. Il a été manager des équipes de France d'athlétisme.

## Biographie
Entraîneur national d'athlétisme à l'INSEP depuis 1996, spécialisé sur les épreuves de saut et de sprint, il a notamment entrainé la sauteuse en longueur Éloyse Lesueur, le champion du monde du 110 mètres haies en 2005 Ladji Doucouré ou encore Muriel Hurtis.  
Il a par ailleurs écrit plusieurs livres sur les méthodes d'entraînement, celles-ci étant fortement inspirées de celles de Jacques Piasenta, qu'il considère comme son mentor et comme l'entraineur ayant modélisé bon nombre de théories de l'athlétisme moderne, comme le "cycle arrière".
Il est également depuis 2013 consultant athlétisme pour la chaîne beIN Sport, après avoir été consultant sur Canal+ pendant plusieurs années.
En 2017, il se présente au poste de DTN de la Fédération française d'athlétisme, après le départ de Ghani Yalouz à l’INSEP. Patrice Gergès lui est préféré. Il se voit retirer ensuite le titre de manager des équipes de France puis son contrat de préparation olympique se termine le 31 décembre 2017.
Il participe, en tant que coach, à l'émission Un village à la diète diffusée le 20 juillet 2018 sur TF1, aux côtés du chef étoilé Thierry Marx, du médecin nutritionniste Vanessa Rolland, et de l'ancienne Miss France Laury Thilleman.